# Aonides glandulosa
Aonides glandulosa är en ringmaskart som beskrevs av Blake in Blake, Hilbig och Scott 1996. Aonides glandulosa ingår i släktet Aonides och familjen Spionidae. Inga underarter finns listade i Catalogue of Life.